# Eugen Oberhummer
Eugen Oberhummer, född 29 mars 1859 i München, död 4 maj 1944 i Wien, var en tysk-österrikisk geograf.
Han gjorde i sin ungdom vidsträckta resor i Europa, Asien, Afrika och Nordamerika, blev 1892 extra ordinarie professor i München och 1903 ordinarie professor i historisk-politisk geografi i Wien. Oberhummer har skrivit artiklar i Pauly- Wissowas "Realencyklopädie der klassischen Altertumswissenschaft" (bland annat Konstantinopel) och utgivit flera kartverk, till exempel "Aventins Karte von Bayern" (1899).

## Andra skrifter
- Akarnanien, Ambrakia, Amfilochien, Leukas im Alterthum (1887)
- Reise in Westkleinasien (1897)
- Die Insel Cypern (1903)

## Fotnoter
1. 1 2  Gemeinsame Normdatei, läst: 26 april 2014.[källa från Wikidata]
2. 1 2  Bibliothèque nationale de France, BnF Catalogue général : öppen dataplattform, id-nummer i Frankrikes nationalbiblioteks katalog: 12374018f.[källa från Wikidata]
3. ↑  Gemeinsame Normdatei, läst: 11 december 2014.[källa från Wikidata]
4. ↑  Gemeinsame Normdatei, läst: 30 december 2014.[källa från Wikidata]
5. ↑  Gemeinsame Normdatei, läst: 1 april 2015.[källa från Wikidata]